# Congreso Nacional Indígena
El Congreso Nacional Indígena (CNI) es una organización de comunidades, naciones, pueblos, barrios y tribus indígenas de México. En sus propias palabras, el CNI es “... un espacio de unidad, reflexión y organización de los pueblos indígenas de México, impulsando la reconstitución integral de los pueblos originarios y la construcción de una sociedad en la que quepan todas las culturas, todos los colores, todos los pueblos que somos México”.
El Congreso Nacional Indígena (CNI) se fundó el 12 de octubre de 1996 en la Ciudad de México después de un llamado del EZLN a todos los pueblos originarios a participar en el Foro Nacional Especial de Derechos y Cultura Indígenas, como seguimiento a los Acuerdos de San Andrés.  Desde su fundación, entre diversas actividades, se han llevado a cabo cinco congresos nacionales. 
Como propuesta del V Congreso Nacional Indígena se consultó en octubre, noviembre y diciembre del 2016 y aprobó el primero de enero del 2017 “... nombrar un Concejo Indígena de Gobierno (CIG) cuya palabra sea materializada por una mujer indígena, delegada del CNI como candidata independiente que contienda a nombre del Congreso Nacional Indígena y el Ejército Zapatista de Liberación Nacional en el proceso electoral del año 2018 para la presidencia de este país.”  La propuesta hace un llamado a la sociedad y organizaciones, que se identifican en la lucha contra el despojo, la represión, la discriminación y la explotación, a organizarse y construir un mundo nuevo.
“... llamamos a los pueblos originarios de este país, a los colectivos de la Sexta, a los trabajadores y trabajadoras, frentes y comités en lucha del campo y las ciudades, a la comunidad estudiantil, intelectual, artística y científica, a la sociedad civil no organizada y a todas las personas de buen corazón a cerrar filas y pasar a la ofensiva, a desmontar el poder de arriba y reconstituirnos ya nos sólo como pueblos, sino como país, desde abajo y a izquierda, a sumarnos en una sola organización en la que la dignidad sea nuestra palabra última y nuestra acción primera. Los llamamos a organizarnos y parar esta guerra, a no tener miedo a construirnos y sembrarnos sobre las ruinas dejadas por el capitalismo.”
Han aclarado que su lucha no es por el poder y que no es su intención competir con los partidos y toda la clase política. 
“No nos confundan, no pretendemos competir con ellos porque no somos lo mismo, no somos sus palabras mentirosas y perversas. Es decir, no tengan duda, vamos por todo, pues sabemos que tenemos enfrente quizá la última oportunidad como pueblos originarios y como sociedad mexicana de cambiar pacífica y radicalmente nuestras formas propias de gobierno, haciendo que la dignidad sea el epicentro de un nuevo mundo.”

## Antecedentes
El primero de enero de 1994 el Ejército Zapatista de Liberación Nacional (EZLN) se levanta en armas tras años de organización en contra del despojo, la discriminación y el olvido. Lograron tomar cinco cabeceras municipales del estado de Chiapas, Chanal, Altamirano, Las Margaritas, Ocosingo y San Cristóbal de las Casas, desde donde se comunicó la Primera Declaración de la Selva Lacandona que convocaba el pueblo de México a unirse a su lucha. Luego de la confrontación entre el ejército mexicano y el EZLN, el pueblo de México sale a las calles manifestando que las causas del levantamiento son justas pero expresándose a favor de la paz y una resolución mediante el diálogo.
“A este llamado se respondió con la política del exterminio y la mentira. Los poderes de la Unión ignoraron nuestra justa demanda y permitieron la masacre. Pero sólo duró 12 días esta pesadilla, pues otra fuerza superior a cualquier poder político o militar se impuso a las partes en conflicto. La Sociedad Civil asumió el deber de preservar a nuestra patria, ella manifestó su desacuerdo con la masacre y obligó a dialogar...”
Entre 1995 y 1996 se llevaron a cabo en el poblado de San Andrés Sakam'Chen de los Pobres, Chiapas una serie de diálogos que culminaron en los Acuerdos de San Andrés que se proponían modificar la Constitución Nacional para otorgar derechos, incluyendo autonomía, a los pueblos indígenas de México y atender las demandas en materia de justicia e igualdad para estos pueblos. El documento con los Acuerdos de San Andrés fue firmado por el gobierno de México y el EZLN el 16 de febrero de 1996.
El 3 de enero de 1996 el EZLN convoca a los pueblos indígenas de México al Foro Nacional Especial de Derechos y Culturas Indígenas como un paso previo a los resolutivos de los Acuerdos de San Andrés. En la clausura de este foro se decide crear el Congreso Nacional Indígena (CNI). Entre el foro y la consolidación de la creación del CNI en octubre de 1996 se realizaron dos foros nacionales en el “Aguascalientes” zapatista de Oventic y un gran número de foros regionales preparatorios.

## Cronología de Congresos Nacionales

### I Congreso Nacional Indígena (1996)
Declaración completa en I Congreso Nacional Indígena
Luego de la decisión de crear el CNI en enero de 1996 se convoca para efectuarse del 8 al 12 de octubre del mismo año el primer Congreso Nacional Indígena en la Ciudad de México. El EZLN recibe una invitación de los organizadores del evento y, a pesar del clima conflictivo generado por el Estado mexicano desde 1994, la Comandata Ramona acude como representante siendo la primera zapatista en romper las fronteras de Chiapas llegando a la capital de la república. Desde el Zócalo capitalino anunció las palabras zapatistas “Soy el primero de muchos pasos de los zapatistas al Distrito Federal y a todos los lugares de México.” En esta misma declaración la Comandanta Ramona pronuncia por primera vez la frase que hasta hoy es usada como símbolo del CNI: “¡Nunca más un México sin nosotros!”
En la declaración final del congreso se expresaron los principales acuerdos en un documento resolutivo que contenía exigencias y propuestas. Como exigencias se demandaron resumidamente “…el reconocimiento de todos nuestros derechos sociales, políticos y culturales para la afirmación, florecimiento y perduración de nuestras comunidades y pueblos. (…) el cumplimiento inmediato y completo de los Acuerdos de la Mesa 1 sobre Derechos y Cultura Indígena del Diálogo de San Andrés, (…) la desmilitarización de las zonas indígenas del país”. Como propuestas se plantearon resumidamente “Avanzar hacia una nueva Constitución que con la efectiva participación de todos y todas recoja un proyecto incluyente y plural... [e] ...intensificar la lucha por la satisfacción de nuestras demandas pendientes”.

### II Congreso Nacional Indígena (1998)
Declaración completa en II Congreso Nacional Indígena
El II Congreso Nacional Indígena se llevó a cabo del 9 al 11 de octubre de 1998 en el Zócalo de la Ciudad de México con la participación de 525 delegados, de 102 organizaciones, de 20 estados de la República, además de representantes de Ecuador, Bolivia, Chile, Argentina, Perú, Panamá, Guatemala y El Salvador.
Durante los cuatro días se trataron, en siete mesas de trabajo;  la reconstitución integral de los pueblos indígenas en el marco de la lucha por la libre determinación y autonomía enmarcada en la Consulta Nacional por el Reconocimiento de los Derechos Indígenas y el Fin de la Guerra de Exterminio; la renovación y fortalecimiento del Congreso Nacional Indígena; y la lucha conjunta de los pueblos indígenas de México, el continente y del mundo. En la declaración final, proclamada el 12 de octubre, denunciaron la exclusión y sometimiento que han sufrido, como pueblos originarios, por siglos y que se ha intensificado con el neoliberalismo globalizado. Se manifestaron por el cumplimiento de los Acuerdos de San Andrés. Apoyaron y reafirmaron su participación en la Consulta Nacional para el Reconocimiento de los Derechos de los Pueblos Indígenas y el Fin de la Guerra de Exterminio que se realizó el 21 de marzo de 1999 de manera simultánea en varias partes de México y el mundo. Llamaron a los pueblos y a la sociedad civil a participar en la reconstitución de “esta Patria nuestra”.

### III Congreso Nacional Indígena (2001)
Declaración completa en III Congreso Nacional Indígena
El III Congreso Nacional Indígena se llevó a cabo en la comunidad indígena de Nurío, Michoacán, del 2 al 4 de marzo de 2001. En la declaración final del congreso se denunció la militarización en los territorios, la persecución a las diferentes organizaciones comunitarias y la privatización de los recursos naturales. Se insistió en el reconocimiento constitucional de los Derechos de los Pueblos Indios, conforme a la iniciativa de reforma constitucional elaborada por la Comisión de Concordia y Pacificación, a partir de los Acuerdos de San Andrés. Se pronunciaron por el reconocimiento constitucional de su existencia plena como pueblos, su libre determinación, sus territorios y sus sistemas normativos. Manifestaron su apoyo a la Marcha por la Dignidad Indígena, la cual llevó a una delegación zapatista a la Ciudad de México a dialogar al Congreso de la Unión. El 28 de marzo de 2001, cuatro comandantes indígenas, visitaron el Palacio Legislativo de San Lázaro y desde la tribuna principal hablaron ante diputados y senadores para reivindicar su lucha y demandar la aprobación de las reformas de ley de derechos de los pueblos indígenas planteadas en los acuerdos de San Andrés Larraínzar. 
Discurso de la Comandanta Esther en el Palacio Legislativo de San Lazaro, 28 de marzo de 2001.
“Así que aquí estoy yo, una mujer indígena, en esta tribuna que es un símbolo. Y es un símbolo también que sea yo, una mujer pobre, indígena y zapatista, quien tome primero la palabra y sea el mío el mensaje central de nuestra palabra como zapatistas. Cuando se reconozcan constitucionalmente los derechos y la cultura indígenas, empezará a unir su hora a la hora de los pueblos indios. Y si hoy somos indígenas, después seremos todos los otros y otras que son muertos, perseguidos y encarcelados por razón de su diferencia”.
Palabras pronunciadas por el subcomandante Marcos, 11 de marzo de 2001, a la llegada de la Marcha del Color de la Tierra (Marcha por la Dignidad Indígena) al Zócalo de la Ciudad de México.
"Una sola cosa habla nuestra palabra. Una sola cosa mira nuestra mirada. El reconocimiento constitucional de los derechos y la cultura indígenas. Un lugar digno para el color de la tierra. Es la hora de que este país deje de ser una vergüenza vestida sólo del color del dinero. Es la hora de los pueblos indios, del color de la tierra, de todos los colores que abajo somos y que colores somos a pesar del color del dinero. Rebeldes somos porque es rebelde la tierra si hay quien la vende y compra como si la tierra no fuera, y como si no existiera el color que somos de la tierra".

### IV Congreso Nacional Indígena (2006)
Declaración completa en IV Congreso Nacional Indígena
En junio de 2005 el EZLN lanza una nueva propuesta a través de la Sexta Declaración de la Selva Lacandona llamando a los pueblos de México y del mundo a organizarse en torno de un programa de lucha para resistir y crear “un mundo donde quepan todos los mundos”. Como parte de esta iniciativa y en el contexto electoral inicia la Otra Campaña el 1 de enero del 2006, que consistió en el recorrido del Delegado Zero (subcomandante Marcos) por los 31 Estados de la República Mexicana y el Distrito Federal con el objetivo de escuchar al pueblo mexicano. Mientras los candidatos en campaña prometían, el EZLN a través del Delegado Zero escuchaba y no predicaba.
Los días 5 y 6 de mayo de 2006, bajo el calor de La Otra Campaña, el Congreso Nacional Indígena realiza su cuarto encuentro a nivel nacional en la comunidad de N’donhuani-San Pedro Atlapulco, Estado de México. A casi 10 años de su fundación, el CNI se vuelve a reunir y decide apoyar La Otra Campaña. Además en este congreso se ratificó el repudio total a los ataques del Estado hacia los pobladores de San Salvador Atenco, así como las propuestas de reforzar los mecanismos de comunicación y de solidaridad del CNI. Por fin se hace un llamado a “todos los pueblos, comunidades y organizaciones indígenas y a todos los sectores oprimidos a conformar un frente amplio anticapitalista que impulse un proceso que conduzca hacia una Nueva Constitución y otra forma de gobierno que permita el reconocimiento de nuestros derechos y una sociedad justa, libre y democrática.”

### V Congreso Nacional Indígena (2016)
Que retiemble en sus centros la Tierra
Declaración completa en V Congreso Nacional Indígena
Desde el IV CNI pasaron 10 años sin un encuentro a nivel nacional hasta 2016 cuando, en el contexto de la celebración del 20 aniversario del CNI, se convocó el V Congreso Nacional Indígena del 9 al 14 de octubre en las instalaciones del Centro Indígena de Capacitación Integral (CIDECI- UNITIERRA) en la ciudad de San Cristóbal de las Casas, Chiapas. Este fue el primer Congreso Nacional Indígena celebrado en territorio zapatista donde además se realizó el festejo por el 20 aniversario en el caracol de Oventik el 12 de octubre.
“Es urgente encontrarnos en esas nuestras llamas de resistencia, autonomía y rebeldía que brillan en cada uno de los pueblos originarios que hilan nuevos mundos desde mero abajo, desde donde nace el amor y compromiso ancestral con nuestra madre que es la tierra.”
Los temas destacados para debatir en este congreso fueron: Despojo y represión; Nuestras resistencias y rebeldías; Balance del CNI y Propuestas para el fortalecimiento del CNI. Como propuesta de la primera etapa del V Congreso Nacional Indígena se declararon en asamblea permanente para consultar en cada una de las “geografías, territorios y rumbos el acuerdo … para nombrar un Concejo Indígena de Gobierno cuya palabra sea materializada por una mujer indígena, delegada del CNI como candidata independiente que contienda a nombre del Congreso Nacional Indígena y el Ejército Zapatista de Liberación Nacional en el proceso electoral del año 2018 para la presidencia de este país.”
Acordando reunirse nuevamente , después de 3 meses de consulta comunitaria en cada uno de los pueblos y comunidades que integran el CNI, para la segunda etapa los días 29, 30 y 31 de diciembre del 2016 en San Cristóbal y el 1 de enero del 2017 en el Caracol de Oventik.
¡Y retembló!
Declaración completa en V Congreso Nacional Indígena
Durante la segunda etapa del V CNI se compartió lo recopilado durante la consulta con la participación de 523 comunidades, de 25 estados del país y de 43 pueblos indígenas. En el resolutivo ¡Y Retembló!, Informe desde el Epicentro… comunicado el 1 de enero del 2017 en Oventik, se anunció que por acuerdo se aprobó nombrar el Concejo Indígena de Gobierno que se proponga gobernar al país, con una mujer indígena del CNI como vocera y candidata independiente a la presidencia de México en las elecciones del año 2018.
Este 'Concejo Indígena de Gobierno' se guía en los siete principios del Mandar-Obedeciendo:
1. Obedecer y no Mandar
2. Representar y no Suplantar
3. Servir y no Servirse
4. Convencer y no Vencer
5. Bajar y no Subir
6. Proponer y no Imponer
7. Construir y no Destruir

## Concejo Indígena de Gobierno
Los días 26, 27 y 28 de mayo de 2017 se realizó la Asamblea Constitutiva del Concejo Indígena de Gobierno para México en las instalaciones del Centro Indígena de Capacitación Integral (CIDECI- UNITIERRA) en la ciudad de San Cristóbal de las Casas, Chiapas.
Más de mil cuatrocientos delegados de cincuenta de cincuenta y dos pueblos indígenas de todo México se reunieron durante días en el CIDECI- Unitierra. Compartieron experiencias de lucha, tejieron alianzas y eligieron a los representantes del Concejo Indígena de Gobierno.
Entre los resolutivos emitidos en la asamblea fue la designación de María de Jesús Patricio Martínez como la vocera y representante indígena a candidatura independiente para la contienda presidencial de México en 2018.
El objetivo de la iniciativa no era tanto competir por el asiento presidencial como aprovechar la cobertura que los grandes medios dedican a las elecciones, para así dirigir su atención a las demandas de los pueblos indígenas. Durante su largo viaje, celebraron encuentros con personas de sesenta etnias indígenas del país, estudiantes, colectivos de madres de desaparecidos y otras víctimas del conflicto mexicano.